# Woodhead Hall
Woodhead Hall ist ein den 1870er Jahren errichtetes Landhaus. Es liegt gut zwei Kilometer nordöstlich von Cheadle in der Grafschaft Staffordshire, knapp sechzig Kilometer nördlich von Birmingham.

## Geschichte

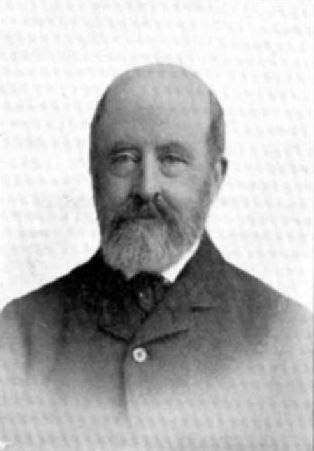
William Shepherd Allen (* 22. Juni 1831), britischer Politiker der Liberal Party, lebte in Woodhead Hall. Er starb am 15. Januar 1913 in Cheadle und wurde unweit seines Hauses beerdigt.

Der Ort wurde bereits im Jahr 1086 im Domesday Book erwähnt. Das erste Gebäude namens Woodhead Hall wurde hier um 1720 durch einen Herrn Leigh errichtet. Im Jahr 1791 wurde es von Thomas Thompson bewohnt, der es um 1800 an Captain T. Honeybourne veräußerte. Um 1845 erwarb es William Allen, ein erfolgreicher Geschäftsmann aus der Gegend um Manchester. Er wohnte hier mit seiner Ehefrau, geb. Maria Shepherd. Porträtgemälde von beiden schmücken noch heute die Haupthalle des Landhauses. Im Jahr 1871 erhielt der Sohn von William Allen den Besitz und kurz darauf wurde entschieden, das Gebäude an etwas erhöhter Stelle großzügiger und prächtiger neu zu bauen.
In der Zeit von 1873 bis 1923 wurde das neue Woodhead Hall von William Shepherd Allen (Bild) und seiner Familie bewohnt. Die Initialen „W.S.A./E.P.A.“ des Hausherrn und seiner Ehefrau Elizabeth Penelope Allen sind in Stein gemeißelt über dem Haupteingang zu sehen. Ab 1925 wurde es dann als Schulgebäude genutzt, bevor es im Jahr 1938, kurz vor dem Zweiten Weltkrieg, als Militärstützpunkt von der britischen Royal Air Force (RAF) requiriert wurde.
Während des Krieges diente es unter der Bezeichnung Cheadle Y Station als Funkabhörstelle des britischen Geheimdienstes und war damit Teil des britischen Funkabhördienstes, genannt Y Service. Aufgrund der zentralen Lage etwa in der Mitte Großbritanniens wurde es die controlling station (deutsch „Steuerzentrale“) des speziellen Leitungsnetzes, das die landesweit verstreuten Y-Stationen durch direkte Telefon- und Fernschreiberverbindungen miteinander verband.
Nach dem Krieg wurde es von den Government Communications Headquarters (GCHQ) übernommen und unter dem neuen Namen GCHQ Cheadle weiterbetrieben. Im aufziehenden Kalten Krieg wurde nun hauptsächlich der sowjetische Funkverkehr abgehört.
Im Jahr 1997 kam es wieder zurück in privaten Besitz. Die gegenwärtigen Eigentümer haben es über viele Jahre aufwendig restaurieren lassen. Nun wird Woodhead Hall wieder als privates Wohngebäude genutzt.